# Fuxigammarus barbatus
Fuxigammarus barbatus is een vlokreeftensoort uit de familie van de Anisogammaridae. De wetenschappelijke naam van de soort is voor het eerst geldig gepubliceerd in 2009 door Sket & Fiser.